# Hans-Jörg Criens
Hans-Jörg Criens (Neuss, 18 dicembre 1960 – Mönchengladbach, 26 dicembre 2019) è stato un calciatore tedesco, di ruolo attaccante. Giocò nel Borussia Mönchengladbach per la maggior parte della sua carriera.
È scomparso nel 2019 all'età di 59 anni a seguito di un infarto.

## Carriera
Si trasferì a Mönchengladbach a vent'anni, ritagliandosi un ruolo prezioso già alla sua seconda stagione con il club. Con la maglia del Gladbach, che vestì ufficialmente dal 1982, si dimostrò implacabile bomber in grado di entrare a partita in corso e segnare preziosissimi gol. Legò indissolubilmente il suo nome a quello del Borussia, giocando per i Puledri per dodici stagioni, molte delle quali in qualità di capitano della squadra.
Puntualmente tra i migliori marcatori della squadra, faceva del colpo di testa la sua arma migliore. Ancora oggi resta nella storia del club, essendo il terzo miglior cannoniere di tutti i tempi nonché il settimo giocatore col maggior numero di presenze.
Con il Borussia Mönchengladbach centrò il terzo posto nella stagione 1983-1984. Raggiunse la finale di Coppa di Germania nel 1984 e nel 1992, entrambe perse ai tiri di rigore, e la semifinale di Coppa UEFA nel 1986-1987.
A gennaio 1994, ormai a fine carriera, si trasferì al Norimberga, con cui retrocesse in Zweite Bundesliga. Al termine della stagione seguente annunciò il suo ritiro.